# 中国研究服務中心
中国研究大学服務中心(USC, University Service Center for China Studies)は、現在、香港中文大学の研究センターとして、中国研究に関する資料収集、関連セミナーの開催、海外や中国大陸からの研究者の受入れを行っている。
以前の名称は、大学服務中心(University Service Center)であった。しかし、その性格を反映していないとして、改称した。
1980年代までは、欧米の研究者などが多く滞在しており、スパイの巣窟と揶揄されることもあった。エズラ・ヴォーゲルも滞在した研究者の一人である。しかし、最近は、ほとんどの滞在研究者が中国大陸からとなり、滞在期間も数ヶ月程度と短くなっている。週1回、ランチョンセミナーを開催し、香港内外の研究者や活動家、著作家などによる発表と意見交換が行われている。同セミナーには大学院生や多機関の滞在者など一般にも公開されている。

## 外部サイト
- 中国研究服務中心（中国語及び英語版）